# Производство кофе во Вьетнаме

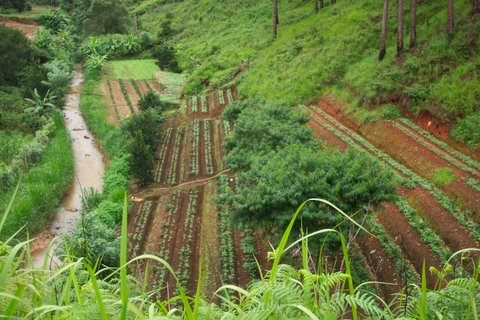
Плантация кофе во Вьетнаме

Производство кофе во Вьетнаме, на 2020 год, составляет приблизительно 17 % от мирового производства. Вьетнам занимает второе место, после Бразилии, по экспорту кофе. Экспорт кофе ежегодно приносит прибыль Вьетнаму более 1 миллиарда долларов. В этой стране производят два сорта кофе: это арабика и робуста.

## История
Кофейные деревья были завезены французами и с 1857 года начали произрастать на территории Вьетнама. А первые плантации появились в 1888 году в провинции Нгеан. Но впоследствии основная масса кофе стала произрастать и собираться на плоскогорье Тэйнгуен, а затем в Центральном горном районе.
После старта экономических реформ во Вьетнаме, в 1990-е годы производство и экспорт кофе начали исключительно быстро расти, многократно увеличившись за следующие 20 лет.
После отмены правительство США санкций, установленных на торговлю с Вьетнамом и нормализации дипломатических отношений между США и Вьетнамом в 1995 году объём экспорта кофе увеличился.
Международная организация по кофе сообщила, что за первую половину 2012 года Вьетнам на 13 % обогнал Бразилию по объемам экспортных поставок кофейных зерен.

## Выращивание и производство
Плантации кофе во Вьетнаме занимают 506 тысяч гектар, а урожайность составляет примерно 2-2,5 тонны с каждого гектара. Ежегодный урожай составляет около 1 млн тонн в год. При этом перерабатывается лишь 10 тысяч тонн.
Вьетнам занимает первое место в мире по урожайности кофе: 2,4 тонны с гектара против 1,4 т/га у Бразилии, занимающей второе место по урожайности.

## Экспорт
Вьетнам занимает второе место по производству и экспорту кофе и первое место по экспорту робусты (более 40 % мирового производства на 2021 год). На экспорт идет 95 % всего собираемого кофе. Вьетнамский кофе экспортируется в 80 стран мира. Главным импортёром кофе является Германия, туда экспортируется 240 тысяч тонн кофе ежегодно.

## Внутреннее потребление
Потребление кофе широко распространено во Вьетнаме и является частью культуры. Известно несколько традиционных вьетнамских рецептов приготовления кофе: вьетнамский ледяной кофе, бак сиу, кофе с яйцом, кофе с йогуртом, кофе с кокосовым мороженым, солёный кофе. Для заваривания часто применяется фин — традиционный пресс-фильтр, капельная кофеварка.